# Evippa aculeata
Evippa aculeata är en spindelart som först beskrevs av Kroneberg 1875.  Evippa aculeata ingår i släktet Evippa och familjen vargspindlar. Inga underarter finns listade i Catalogue of Life.